# اووینگتون، نورفک
اووینگتون (به انگلیسی: Ovington) یک روستا و محله مدنی در بریتانیا است که در Breckland District واقع شده‌است. اووینگتون ۶٫۴۴ کیلومتر مربع مساحت و ۲۵۶ نفر جمعیت دارد.